# جاك برينكمان
جاك برينكمان (بالهولندية: Jacques Brinkman)‏ هو لاعب هوكي الحقل هولندي، ولد في 26 أغسطس 1966 في دويسبورغ في ألمانيا.

## وصلات خارجية
- جاك برينكمان على موقع اللجنة الأولمبية الدولية (الإنجليزية)
- جاك برينكمان على موقع أوليمبيديا (الإنجليزية)
- جاك برينكمان على موقع اللجنة الأولمبية الهولندية (الهولندية)